# Joc d'aguantar la mirada

Joc d'aguantar la mirada.

El joc d'aguantar la mirada és un joc competitiu en què dues persones es miren els ulls mútuament i proven de mantenir l'esguard durant un període més llarg que el del seu contrincant. El joc s'acaba quan un dels participants desvia la vista (volgudament o no) i deixa de mirar els ulls de l'altre. La prohibició de no parpellejar (tot mantenint la vista clavada en els ulls de l'altre) n'és una variant popular, tot afegint-hi un repte físic (a més del psicològic). La majoria d'altres variants es basen en les dues ja descrites, a voltes prohibint gairebé tota altra acció que no sigui mirar (riure, fer ganyotes, assentir, parlar, tocar-se, etc.) i a voltes permetent-ne l'ús com un mètode més per aconseguir la derrota del rival.
Les raons per embrancar-se en un joc de mantenir la mirada són diverses, si bé l'avorriment i el festeig són les més habituals. Com que la mirada d'altri pot suscitar emocions profundes, sovint hom desafia al joc algú de l'altre sexe per qui se sent atret com a pretext per establir una relació emocional - o simplement poder mirar-se algú a qui troben atractiu.
Tot estudiant els efectes del contacte visual entre humans, els científics han realitzat experiments on dos desconeguts de sexe contrari eren tancats dins una habitació i se'ls forçava a mirar-se els ulls mútuament tant com poguessin. L'experiment durà només uns 5 minuts de mitjana per parella, però tot i això després seu hom conclogué que els individus havien adquirit forts lligams emocionals (fins amorosos) amb aquell amb qui haguessin mantingut la mirada, tot i haver-se conegut just abans de començar l'experiment. Per aquesta raó, el joc de mantenir la mirada, i el contacte visual en general, poden ser una eina social important i un mètode d'enfortir la relació entre dos individus.

## El joc de mantenir la mirada i els animals
Una altra manera popular de jugar al joc és fer-ho contra animals (domèstics o no). Aquests són en general contrincants molt més formidables que els humans, sigui en la variant que sigui. Els humans han associat complexos significats socials i culturals al contacte visual, cosa que els pot afeblir la capacitat de mirar els ulls d'algú altre gaire estona. Els animals, per contra, sovint perceben la mirada com un simple repte a la dominació, enfortint la seva resolució de mantenir el contacte visual. Els gats en particular s'embranquen sovint en el joc de la mirada contra humans, tot guanyant-los.
Molts animals tenen múltiples parpelles transparents que els permeten de romandre més estona sense parpellejar (aparentment). Tot i tenir-hi menys tirada que els mamífers, els peixos serien impossibles de guanyar en la variant de "perd qui primer parpellegi", ja que no tenen parpelles.